# Liponeura buresi
Liponeura buresi är en tvåvingeart som beskrevs av Komarek och Vimmer 1934. Liponeura buresi ingår i släktet Liponeura och familjen Blephariceridae. Inga underarter finns listade i Catalogue of Life.